# Bradybaenus czeppeli
Bradybaenus czeppeli – gatunek chrząszcza z rodziny biegaczowatych i podrodziny Harpalinae.
Gatunek ten opisali w 2004 roku Sergio Facchini i Riccardo Sciaky. Epitet gatunkowy został nadany na cześć Roberto Czeppela, który w 1998 roku odłowił holotyp i dwa z paratypów.
Chrząszcz o ciele długości od 9 do 10,6 mm, ubarwiony żółtawo z tyłem głowy, parą podłużnych przepasek na przedpleczu oraz częściowo międzyrzędami pokryw od drugiego do szóstego brązowymi z zielonym połyskiem. Częściowo zbrązowaiły jest też spód ciała, a wierzchołki żuwaczek są ciemnobrązowe. Dość wypukły wierzch ciała cechuje mikrorzeźba z oczkami o równych średnicach. Bardzo duża głowa ma krótkie skronie i jest tylko nieco węższa od przedplecza. Oczy są słabiej wypukłe niż u B. scalaris. Mocno poprzeczne przedplecze ma wyraźnie zafalowane przed nieco rozwartymi kątami tylnymi brzegi boczne. Dołki przypodstawowe przedplecza są szerokie i słabo wyodrębnione. Nasada przedplecza jest wyraźnie węższa od pokryw. Rzędy na pokrywach są dość głębokie, pełne i delikatnie punktowane. Samiec ma edeagus z prostym w widoku grzbietowym wierzchołkiem, otworem położonym grzbietowo i dużym zębem oraz dwiema grupkami mikroskopijnych kolców w woreczku wewnętrznym.
Owad afrotropikalny, znany z Namibii i Botswany.